# 중화인민공화국의 국기
중화인민공화국의 국기 또는 오성홍기(五星紅旗, 중국어 간체자: 五星红旗, 정체자: 五星紅旗, 병음: Wǔ xīng hóng qí 우싱훙치[*], 중국조선어: 오성붉은기)는 저장성 출신 경제학자 겸 예술가 쩡롄쑹이 고안하였다. 그의 도안은 공개 모집된 약 3,000개의 도안 중에서 뽑힌 최종 38개 안 중에서 채택된 것이다.
큰 별은 중국 공산당을 뜻하며 네 개의 작은 별은 노동자, 농민, 소자산 계급과 민족 자산 계급을 나타낸다. 빨간색은 공산주의와 혁명의 흘린 피, 노란색은 광명을 뜻한다. 네 개의 작은 별은 큰 별의 중심으로 한 곳으로 모여 있는데, 이는 중국 공산당의 영도에 따른 혁명 인민의 대단결을 상징한다.

## 역사
1949년 7월 4일, 신정치협상회의주비회(新政治协商会议筹备会, PCNPCC)의 6부서에서 국기의 디자인을 제출하라는 공고문을 만들었다. 약간의 수정 후, 7월 15일부터 26일 동안 인민일보(人民日报), 북평해방보(北平解放报), 신민보(新民报), 대중일보(大众日报), 광명일보(光明日报), 진보일보(进步日报)와 천진일보(天津日报)에 공고문이 게시되었다. 또한 국기의 요구 사항도 게시되었다:
1. 중국의 특성(지리, 민족, 역사, 문화 등)이 나타나야 한다.
2. 정권의 특성(노동 계급이 주도하고, 노동자-농민 간의 동맹에 기초한 인민공화국)이 나타나야 한다.
3. 국기는 직사각형이어야 하며 가로세로 비율은 3:2이어야 한다.
4. 색상은 대체로 밝은 붉은색이어야 한다.[3] (공고문의 초안에는 진한 붉은색이었으나 저우언라이에 의해 밝은 붉은색으로 변경되었다)[4]

쩡롄쑹은 공고문이 게시되었을 때 상하이에서 일하고 있었다. 그는 새로운 나라에 대한 그의 애국심을 표현하는 국기 디자인을 창조하고자 하였다. 7월 중순, 그는 디자인을 만들고자 여러 밤 동안 자신의 다락방에 있었다. 현 중국 국기의 디자인에 대한 영감은 밤하늘에 빛나는 별에서 비롯되었다. 그는 갈망을 보여주는 "별은 달을 고대한다"(盼星星盼月亮, Pàn xīngxīng pàn yuèliàng)라는 중국 속담을 생각했다. 후에, 그는 중국 공산당이 더 큰 별로 표현되는 중국 사람들의 위대한 구세주(大救星, Dà jiùxīng)라는 것을 깨달았다. 네 개의 작은 별에 대한 생각은 인민 민주 독재 체제하의 사회 계층으로 구성된 것으로 중국인들을 정의한 마오쩌둥에 의해 연설에서 왔다. 노란색은 중국은 황색 인종인 중국인에게 속함을 의미한다. 별의 개수와 크기, 배치에 대한 세부 사항을 작업한 후(그는 모든 별을 중앙에 배치하려 했으나 무겁고 둔한 느낌이 들 것이라 생각했다), 8월 중순에 그는 그의 오성홍기 디자인을 국기 위원회에 보냈다.
궈모뤄, 천자겅 등 위원들이 스스로 올린 디자인도 포함해서, 8월 25일을 기준으로 총 2,992개(혹은 3,012개)의 도안이 국기 위원회에 보내졌다. 8월 16일부터 20일까지, 디자인은 베이징 호텔에서 살펴보고, 38개의 디자인을 추려내 목록을 적었다. 이 디자인은 국기도안참고자료(国旗图案参考资料) 안으로 수집되었다. 이 책은 추가 논의를 위해 당시 새로 설립되었던 중국인민정치협상회의(CPPCC)에 제출됐다. 그러나 톈한이 다시 국기 디자인 후보에 지명하기 전까지 쩡롄쑹의 디자인은 제외되었다.
9월 23일 아침, CPPCC의 대표들은 국기에 대해 논의했으나 결론을 내지 못했다. 일부는 쩡롄쑹이 네 개의 작은 별에 부여한 상징(인민 민주 독재 체제하의 사회 계층으로 구성된 중국인)을 좋아하지 않았고, 낫과 망치를 넣지 말아야한다고 하였다. 마오쩌둥과 다른 사람들이 좋아한 디자인은 국기의 캔턴에 거대한 황금별이 있고, 황색 가로 줄무늬가 있었다. 그러나 이 디자인은 혁명과 국가와 별개로 찢음을 상징하는 황색 줄무늬 때문에 장즈중이 강력 반대했다. 밤에 펑광한(彭光涵, Peng Guanghan)이 저우언라이에게 쩡롄쑹의 디자인을 추천했고, 저우언라이는 만족했으며 그 디자인의 큰 사본을 만들어 오기를 요청했다. 텐칵기 또한 전력 특성이 중국의 지리 특성보다 더 중요하여 황하를 의미 황금 줄무늬가 포함된 디자인을 주장 할 필요가 없다고 마오쩌둥과 저우언라이에게 조언하였다. 이틀 후, 마오 쩌둥은 자신의 사무실에서 국기에 대한 회의를 했다. 그는 쩡롄쑹의 디자인을 주장한 자들에게 약간의 수정을 하자고 설득했다. 베이징 호텔에서의 이전 논의에 의하면 쩡롄쑹의 원본 디자인에서 소련의 국기와 비슷하다는 이유로 낫과 망치가 제외되었다. 1949년 9월 27일, 이름을 "오성홍기"로 변경한 쩡롄쑹의 수정된 디자인은 CPPCC의 첫번째 본회의에서 만장일치로 선정되었다.
9월 29일, 새로운 국기는 인민일보에 발표되었고, 그래서 디자인은 다른 지방 자치 단체에 의해 복사 될 수 있었다. 1949년 10월 1일, 오성홍기는 중화인민공화국의 건국 공식 발표에 베이징의 천안문 광장에서 공개되었다. 천안문 광장에서 휘날린 첫 오성홍기는 자오 웬레이(赵文瑞)라는 제봉사가 9월 30일 오후 1시에 제봉을 완료하였다. 쩡롄쑹은 자신의 디자인에 있던 큰 별에서 낫과 망치를 뺀 모습을 채택한 것이라고 믿었기 때문에 힘든 시간을 보냈다. 그러나, 그는 공식적으로 국기의 디자이너로써 인민 정부의 일반 사무실에서 축하를 받았고 그의 작품에서 5,000,000위안을 받았다.
타이완의 중화민국에서는 1980년대까지 사용이 금지되었으나 이후로 합법화되었다.

## 규격과 색상
오성홍기의 규격은 다음과 같다.
국기의 캔턴 부분을 가로 15칸, 세로 10칸의 격자로 나눈다. 가장 큰 별의 직경 외접원의 지름은 6칸이고, 네 개의 작은 별의 직경 외접원의 지름은 2칸이다. 또한 작은 별 4개의 꼭짓점이 큰 별의 중심을 향해 있게 직경 외접원 내에서 회전되어 있다. 위치에 관한 것은 아래의 사진을 참고한다.

오성홍기의 규격

### 색상
| 색상 | 빨강                | 노랑                |
| ---- | ------------------- | ------------------- |
| RGB  | 238-28-37 (#EE1C25) | 255-255-0 (#FFFF00) |
| CMYK | C0-M88-Y84-K7       | C0-M0-Y100-K0       |

## 역대 중국의 국기

태평천국 (1851년-1864년)
청나라 (1862년-1889년)
청나라 (1889년–1912년)
상하이 공공 조계 (1854년-1943년)
신해혁명 (1911년-1912년)
중화민국 임시 정부 (1912년), 북양정부, 지둥 방공자치정부 (1912년-1930년)
중화제국(원세개 정권) (1915년-1916년)
청나라 소조정 (1917년-1924년)
중국국민당 (1919년- 현행)
중국공산당 (1921년- 현행)
중화민국(1928년- 현행)
중화소비에트공화국 (1931년-1937년)
만주국 (1932년-1945년)
몽골군 정부 (1936년-1939년)
몽강연합자치정부 (1939년-1945년)
중화민국 유신정부 (1937년-1940년)
왕징웨이 정권 (1940년-1943년)
왕징웨이 정권 (1943년-1945년)
중화인민공화국 (1949년 9월 27일 ~ 10월 1일)
중화인민공화국 (1949년 10월 1일- 현행)

## 군사용 기

중국 인민해방군의 군기
인민해방군 육군의 군기
인민해방군 해군의 군기
인민해방군 공군의 군기
인민해방군 화전군의 군기

## 특별행정구의 기

홍콩의 기
마카오의 기

## 같이 보기
- 중국의 기 목록
- 나가사키 국기 사건